# Zoe Hyde
Zoe Hyde (31 de enero de 1997) es una deportista irlandesa que compite en remo. Ganó una medalla de bronce en el Campeonato Mundial de Remo de 2022, en la prueba de doble scull.

## Palmarés internacional
| Campeonato Mundial | Campeonato Mundial       | Campeonato Mundial | Campeonato Mundial |
| Año                | Lugar                    | Medalla            | Prueba             |
| ------------------ | ------------------------ | ------------------ | ------------------ |
| 2022               | Račice (República Checa) | Medalla de bronce  | Doble scull        |